# 新人歌手曹政奭
《新人歌手曹政奭》（韓語：신인가수 조정석）為Netflix的韓國綜藝節目，由曹政奭、鄭尚勳、文尚勳擔任節目主持，於2024年8月30日上線。

## 內容概要
節目旨在打造演員曹政奭以新人歌手身份出道的夢想與計畫，從自作曲的評價、專輯概念的策劃，以及非常規的宣傳活動，曹政奭利用20年演員生活中的人脈和資源，通過節目表演展開。

## 節目成員
| 姓名   | 姓名   | 出生日期 （年齡） | 職業           |
| 姓名   | 諺文   | 出生日期 （年齡） | 職業           |
| ------ | ------ | ----------------- | -------------- |
| 曹政奭 | 조정석 | 1980年12月26日    | 演員           |
| 鄭尚勳 | 정상훈 | 1976年9月9日      | 演員           |
| 文尚勳 | 문상훈 | 1991年5月9日      | 演員、YouTuber |

## 製作
2024年3月4日，官方宣布演員曹政奭將透過Netflix新節目《新人歌手曹政奭》以歌手身份首次亮相，鄭尚勳、文尚勳兩人將各司其職幫助曹政奭以歌手身份出道。節目由《新西遊記》《花樣青春》系列的製作人楊正宇擔任導演，這是他繼《花樣青春－冰島篇》後與曹政奭、鄭尚勳時隔八年的再次合作。3月20日，演員孔曉振透過經紀公司Management SOOP宣布，確定出演曹政奭的出道歌曲MV，孔曉振於電視劇《嫉妒的化身》及電影與曹政奭合作而結緣。3月22日，演員金大明透過經紀公司UAA宣布，確定出演曹政奭的出道歌曲MV，金大明與曹政奭合作包含《機智醫生生活》等劇而建立友誼。3月27日，曹政奭透過節目於首爾龍山區Blue Square舉行《請聽聽看好嗎?（잠깐 들어봐 줄래?）》歌手出道秀，線下演出與節目拍攝同步進行。3月31日，演員鄭敬淏確認執導曹政奭的出道歌曲MV，他與曹政奭、金大明在《機智醫生生活》《機智醫生生活2》中結識。

## 外部連結
- 在Netflix上觀看《新人歌手曹政奭》
- Daum上《新人歌手曹政奭》的資料